# Robert Faggetter
Robert Faggetter (ur. 23 lutego 1945 w Londynie, Anglia, zm. 6 lutego 2013 w Australii) – australijski aktor telewizyjny i filmowy. 

## Życie
Urodził się w Londynie w 1945 roku. Jako dziecko wraz z rodziną wyjechał do Australii. Uczęszczał do Applecross High School, a następnie studiował w Sydney w Independent Drama School.
Jego kariera została zawieszona na kilka lat w połowie lat dziewięćdziesiątych - po wypadku, wskutek którego miał problemy z utratą pamięci krótkotrwałej - co w jego przypadku oznaczało chwilowe zaprzestanie zawodu. Do gry aktorskiej powrócił w 1999 roku.
Zmarł z powodu niewydolności serca, związanej z powikłaniami cukrzycowymi. Zostawił żonę Judy i czwórkę dzieci. 

## Kariera
Zadebiutował na szklanym ekranie małą rolą w dramacie kryminalnym The Great Gold Swindle. Na dużym ekranie po raz pierwszy pojawił się w 1988 roku, w dramacie Shame.
W 1993 zagrał rolę sierżanta Hurleya w filmie Krok w dorosłość - w roli głównej wystąpił Russell Crowe.
W 1996 roku wystąpił w thrillerze Martwe serce, grając u boku Bryan Browna - film dostał trzy nominacje do nagrody Australijskiej Akademii Filmowej.
Kilkukrotnie pojawiał się gościnnie w serialach telewizyjnych m.in.: Tropem zbrodni, Tropiciele gwiazd. 

## Filmografia
Filmy 
- 1984: The Great Gold Swindle jako detektyw Hooft
- 1986: Brygady zombich, (Zombie Brigade) jako Wild
- 1987: Hot Ice jako detektyw Spinks
- 1988: Shame jako Pan Hemingway
- 1988: Porywy serca, (Boundaries of the Heart) jako Ted Mason
- 1988: A Waltz Through the Hills jako Dave Brown
- 1993: Krok w dorosłość, (Love in Limbo) jako sierżant Hurley
- 1993: Day of the Dog jako policjant
- 1999: Change of Heart jako Pan McMeaty
- 2003: The Shark Net jako Pan Greengrocer

 Seriale 
- 1994: Tropiciele gwiazd jako Foreman
- 1995: Policjanci z Mt. Thomas Escape Route jako Christo
- 1997: Tropem zbrodni jako detektyw Dean
- 2011: Cloudstreet jako Wilson